# Nati nel 1977/Marzo
| Questa pagina contiene informazioni ricavate automaticamente dalle voci biografiche con l'ausilio del template Bio e di un bot. L'aggiornamento è periodico e automatico e ricostruisce completamente la pagina. Se manca una persona in questa lista, sei pregato di non aggiungerla, ma accertati piuttosto che la sua voce biografica contenga il template Bio e che i dati anagrafici siano correttamente compilati. Se il template Bio manca, inseriscilo tu stesso o, in alternativa, metti l'avviso {{tmp\|Bio}} che ne segnala la mancanza. Se i dati riportati sono sbagliati, correggi direttamente la voce biografica; le modifiche saranno visibili in questa lista entro pochi giorni. Per chiarimenti vedi il progetto biografie. La lista contiene solo le 385 persone che sono citate nell'enciclopedia e per le quali è stato implementato correttamente il template Bio. Pagina aggiornata al 10 ago 2025. |

- 1º marzo - Saleh Bakri, attore palestinese
- 1º marzo - Bruce Benamran, youtuber e divulgatore scientifico francese
- 1º marzo - Leszek Blanik, ginnasta polacco
- 1º marzo - Rens Blom, astista olandese
- 1º marzo - Thomas Breivik, ex calciatore norvegese
- 1º marzo - Maksim Buznikin, ex calciatore russo
- 1º marzo - Esther Cañadas, supermodella e attrice spagnola
- 1º marzo - Emily Holmes, attrice canadese
- 1º marzo - Loïc Le Marrec, pallavolista francese
- 1º marzo - Tobia Loriga, ex pugile italiano
- 1º marzo - Dejan Nemec, ex calciatore sloveno
- 1º marzo - Coralie Simmons, ex pallanuotista e allenatrice di pallanuoto statunitense
- 1º marzo - Daniel Trenton, ex taekwondoka australiano
- 1º marzo - Rod White, arciere statunitense
- 2 marzo - J Blakeson, regista e sceneggiatore britannico
- 2 marzo - Dominique Canty, ex cestista statunitense
- 2 marzo - Brian Dunseth, ex calciatore statunitense
- 2 marzo - Yann Gonzalez, regista e paroliere francese
- 2 marzo - Fabio Lavagno, politico italiano
- 2 marzo - Chris Martin, cantautore britannico
- 2 marzo - Heather McComb, attrice statunitense
- 2 marzo - Stephen Parry, ex nuotatore britannico
- 2 marzo - Rastislav Pavlikovský, ex hockeista su ghiaccio slovacco
- 2 marzo - Tiziana Rossetto, ingegnere australiana
- 2 marzo - Giovanni Serao, ex calciatore italiano
- 2 marzo - Corey Simon, ex giocatore di football americano e politico statunitense
- 2 marzo - Gjoko Taneski, cantante macedone
- 3 marzo - Naser Al-Omran, calciatore kuwaitiano
- 3 marzo - Paulo Adriano, ex calciatore portoghese
- 3 marzo - Trung Canidate, ex giocatore di football americano statunitense
- 3 marzo - Christopher Cheboiboch, ex maratoneta keniota
- 3 marzo - Cheng Liang, ex calciatore cinese
- 3 marzo - Abdelfattah El Khattari, ex calciatore marocchino
- 3 marzo - Ronan Keating, cantante e conduttore televisivo irlandese
- 3 marzo - Masafumi Kimura, doppiatore giapponese
- 3 marzo - Abhijit Kunte, scacchista indiano
- 3 marzo - Louis-Philippe Loncke, avventuriero e esploratore belga
- 3 marzo - Milena Mancini, attrice e ex ballerina italiana
- 3 marzo - Kumiko Nakano, attrice e cantante giapponese
- 3 marzo - Sidney Moraes, allenatore di calcio brasiliano
- 3 marzo - Todor Stojkov, ex cestista bulgaro
- 3 marzo - Buddy Valastro, cuoco statunitense
- 4 marzo - Víctor Baldo, ex cestista argentino
- 4 marzo - Giancarlo Garozzo, politico italiano
- 4 marzo - Laura Gatto, ex lunghista italiana
- 4 marzo - Ana Guevara, ex velocista messicana
- 4 marzo - Juha Helppi, giocatore di poker finlandese
- 4 marzo - Laura Jansen, cantante olandese
- 4 marzo - Christian Jessen, conduttore televisivo e medico britannico
- 4 marzo - Kaká, allenatore di calcio a 5 e ex giocatore di calcio a 5 brasiliano
- 4 marzo - Lisa Kaltenegger, astronoma e fisica austriaca
- 4 marzo - Daniel Klewer, ex calciatore tedesco
- 4 marzo - Didem Sarıca, ex cestista turca
- 4 marzo - Tony Sénéchal, ex calciatore tahitiano
- 4 marzo - Dorin Toma, ex calciatore e allenatore di calcio romeno
- 4 marzo - Gareth Wyatt, rugbista a 15 gallese
- 5 marzo - Taismary Agüero, ex pallavolista cubana
- 5 marzo - Daniel Alarcón, scrittore peruviano
- 5 marzo - Raphael Bove, ex calciatore italiano
- 5 marzo - Silvia Careddu, flautista italiana
- 5 marzo - Mario Gigena, ex cestista argentino
- 5 marzo - Dainius Gleveckas, ex calciatore lituano
- 5 marzo - Enes Halilović, scrittore, poeta e giornalista serbo
- 5 marzo - Kartika Luyet, modella e personaggio televisivo svizzera
- 5 marzo - Evans Nyabaro, ex calciatore keniota
- 5 marzo - Ronnie Pander, allenatore di calcio e ex calciatore olandese
- 5 marzo - Daniel Sea, attore statunitense
- 5 marzo - Wally Szczerbiak, ex cestista statunitense
- 5 marzo - Antoine Zahra, ex calciatore maltese
- 6 marzo - Melvin Bibo, lottatore nigeriano
- 6 marzo - Leao Butrón, ex calciatore peruviano
- 6 marzo - John Celestand, ex cestista statunitense
- 6 marzo - Laura Cosenza, doppiatrice e dialoghista italiana
- 6 marzo - Francisco Javier Fernández, marciatore spagnolo
- 6 marzo - Donaldas Kairys, allenatore di pallacanestro e ex cestista lituano
- 6 marzo - Giōrgos Karagkounīs, dirigente sportivo, allenatore di calcio e ex calciatore greco
- 6 marzo - Karimouche, cantante francese
- 6 marzo - Leari, musicista svedese
- 6 marzo - Shabani Nonda, ex calciatore burundese
- 6 marzo - Bubba Sparxxx, rapper statunitense
- 6 marzo - Ousmane Traoré, ex calciatore burkinabé
- 6 marzo - Carlos Manuel da Silva Cunha, ex calciatore portoghese
- 7 marzo - Dante Boninfante, allenatore di pallavolo e ex pallavolista italiano
- 7 marzo - Marica Branchesi, astrofisica italiana
- 7 marzo - Luca Capuano, attore italiano
- 7 marzo - Paul Cattermole, cantante britannico († 2023)
- 7 marzo - Jérôme Fernandez, allenatore di pallamano e ex pallamanista francese
- 7 marzo - Gianluca Grava, dirigente sportivo, allenatore di calcio e ex calciatore italiano
- 7 marzo - José Carlos de Araújo Nunes, ex calciatore portoghese
- 7 marzo - Ronan O'Gara, ex rugbista a 15 e allenatore di rugby a 15 irlandese
- 7 marzo - Ludmila Richterová, ex tennista ceca
- 7 marzo - Ramona Roth, ex fondista tedesca
- 7 marzo - Vincenzo Schettini, divulgatore scientifico, youtuber e conduttore televisivo italiano
- 7 marzo - Nathalie Tocci, politologa e editorialista italiana
- 7 marzo - Brent Weeks, scrittore statunitense
- 7 marzo - Mitja Zastrow, ex nuotatore olandese
- 8 marzo - Manuel Abreu, ex calciatore uruguaiano
- 8 marzo - Davide Bianchetti, giocatore di squash italiano
- 8 marzo - Piotr Borowski, attore polacco
- 8 marzo - Adriaan Botha, ex velocista sudafricano
- 8 marzo - Estelle Desanges, ex attrice pornografica francese
- 8 marzo - Piotr Gruszka, pallavolista polacco
- 8 marzo - John de Jong, ex calciatore olandese
- 8 marzo - Christian Kalvenes, ex calciatore norvegese
- 8 marzo - Taccjana Karatkevič, politica bielorussa
- 8 marzo - Laura Main, attrice britannica
- 8 marzo - Levent Osman, ex calciatore australiano
- 8 marzo - Reagan Pasternak, attrice e cantante canadese
- 8 marzo - Marlon Sandro, artista marziale misto brasiliano
- 8 marzo - Peter Schep, ex pistard e ex ciclista su strada olandese
- 8 marzo - Michael Tarver, wrestler statunitense
- 8 marzo - Tedashii, rapper statunitense
- 8 marzo - James Van Der Beek, attore statunitense
- 8 marzo - Geoffrey Vauclair, ex hockeista su ghiaccio svizzero
- 8 marzo - Fernando Vicente, allenatore di tennis e ex tennista spagnolo
- 8 marzo - Johann Vogel, allenatore di calcio e ex calciatore svizzero
- 8 marzo - Fjodor Xhafa, ex calciatore albanese
- 9 marzo - Sofrōnīs Augoustī, allenatore di calcio e ex calciatore cipriota
- 9 marzo - Elena Buruchina, ex fondista russa
- 9 marzo - Vincent Defrasne, ex biatleta francese
- 9 marzo - Radek Dvořák, ex hockeista su ghiaccio ceco
- 9 marzo - Rupert Evans, attore britannico
- 9 marzo - Pernille Harder, ex giocatrice di badminton danese
- 9 marzo - Irina Iordachescu, soprano rumeno
- 9 marzo - Ma Yongkang, ex calciatore cinese
- 9 marzo - Veronica Servente, ex ginnasta italiana
- 9 marzo - Maciej Terlecki, ex calciatore polacco
- 10 marzo - Maria José Alves, ex atleta paralimpica brasiliana
- 10 marzo - Peter Enckelman, ex calciatore finlandese
- 10 marzo - Javier Klimowicz, allenatore di calcio e ex calciatore argentino
- 10 marzo - Frank Kristensen, calciatore danese
- 10 marzo - Enrico Kühn, bobbista tedesco
- 10 marzo - Shannon Miller, ex ginnasta statunitense
- 10 marzo - Rita Simons, attrice, cantante e modella britannica
- 10 marzo - Robin Thicke, cantautore e produttore discografico statunitense
- 10 marzo - Bree Turner, attrice e ballerina statunitense
- 10 marzo - Daniela Turra, ex calciatrice italiana
- 10 marzo - Menno Willems, allenatore di calcio e ex calciatore olandese
- 11 marzo - Nikki Andersson, ex attrice pornografica ungherese
- 11 marzo - Arsen Bagdasarýan, ex calciatore turkmeno
- 11 marzo - Nikki Budzinski, politica statunitense
- 11 marzo - Becky Hammon, ex cestista e allenatrice di pallacanestro statunitense
- 11 marzo - Michal Handzuš, hockeista su ghiaccio slovacco
- 11 marzo - Marco Kreuzpaintner, regista, sceneggiatore e produttore cinematografico tedesco
- 11 marzo - Kirby Law, ex hockeista su ghiaccio canadese
- 11 marzo - Park Jin-sub, ex calciatore sudcoreano
- 11 marzo - Sim Jae-won, ex calciatore sudcoreano
- 11 marzo - Eudy Simelane, calciatrice sudafricana († 2008)
- 11 marzo - Paolo Vivar, ex calciatore cileno
- 12 marzo - Marián Aguilera, attrice spagnola
- 12 marzo - Adlim Benítez, schermitrice cubana
- 12 marzo - Michelle Burgher, velocista giamaicana
- 12 marzo - Ramiro Corrales, ex calciatore statunitense
- 12 marzo - Amdy Faye, ex calciatore senegalese
- 12 marzo - Pedro Torrão, ex calciatore portoghese
- 12 marzo - Abdulhamit Gül, politico turco
- 12 marzo - Pamela Habibović, biochimica bosniaca
- 12 marzo - Ben Kenney, musicista statunitense
- 12 marzo - Rita König, schermitrice tedesca
- 12 marzo - Antonio Mateu Lahoz, ex arbitro di calcio spagnolo
- 12 marzo - Sergej Vadimovič Sokolov, ex calciatore russo
- 13 marzo - Walter Gaitán, ex calciatore argentino
- 13 marzo - Maria Geznenge, ex tennista bulgara
- 13 marzo - Jiang Bo, ex mezzofondista cinese
- 13 marzo - Vadim Kucenko, tennista uzbeko
- 13 marzo - Carlos Lopez Chimino, ex hockeista su pista argentino
- 13 marzo - Matt Matros, giocatore di poker statunitense
- 13 marzo - Brent Sancho, ex calciatore trinidadiano
- 13 marzo - Mohammed Sylla, ex calciatore ivoriano
- 13 marzo - Barney Williams, ex canottiere canadese
- 14 marzo - Tezale Archie, ex cestista statunitense
- 14 marzo - Matthew Booth, ex calciatore sudafricano
- 14 marzo - Matteo Cambi, imprenditore italiano
- 14 marzo - Ida Corr, cantante e produttrice discografica danese
- 14 marzo - Mónica Cruz, ballerina, attrice e modella spagnola
- 14 marzo - Monika Dumermuth, ex sciatrice alpina svizzera
- 14 marzo - Daniel Farani, ex rugbista a 15 neozelandese
- 14 marzo - Valerïý Garkwşa, allenatore di calcio e ex calciatore kazako
- 14 marzo - Guga, ex calciatore brasiliano
- 14 marzo - Aki Hoshino, attrice e modella giapponese
- 14 marzo - Kim Nam-il, allenatore di calcio e ex calciatore sudcoreano
- 14 marzo - Alexander Kosenkow, velocista tedesco
- 14 marzo - Jude Ladouce, ex calciatore seychellese
- 14 marzo - Naoki Matsuda, calciatore giapponese († 2011)
- 14 marzo - Daisuke Matsuoka, doppiatore giapponese
- 14 marzo - Jeremy Paul, ex rugbista a 15 australiano
- 14 marzo - Andrés Silvera, ex calciatore argentino
- 14 marzo - Rui Pedro Silva, allenatore di calcio portoghese
- 14 marzo - Toni Tervonen, ex calciatore finlandese
- 14 marzo - Ioannis Thomakos, pallanuotista greco
- 14 marzo - Tadej Valjavec, ex ciclista su strada sloveno
- 14 marzo - Takayuki Yoshida, allenatore di calcio e ex calciatore giapponese
- 14 marzo - Yoshio Sawai, fumettista giapponese
- 14 marzo - Zé António, ex calciatore portoghese
- 15 marzo - Saipin Detsaeng, ex sollevatrice thailandese
- 15 marzo - Joe Hahn, disc jockey e regista statunitense
- 15 marzo - Ilona Hlaváčková, ex nuotatrice ceca
- 15 marzo - Karol Kisel, ex calciatore slovacco
- 15 marzo - Marco Lisei, politico italiano
- 15 marzo - Tim Rattay, ex giocatore di football americano statunitense
- 15 marzo - Riccardo Sardonè, attore, modello e personaggio televisivo italiano
- 15 marzo - Imke Bartels, cavallerizza olandese
- 15 marzo - Brian Tee, attore e produttore cinematografico giapponese
- 15 marzo - Norifumi Yamamoto, artista marziale misto e kickboxer giapponese († 2018)
- 15 marzo - Yoon Hye-young, arciera sudcoreana
- 16 marzo - Ayesha Dharker, attrice indiana
- 16 marzo - Massimo Di Benedetto, doppiatore e direttore del doppiaggio italiano
- 16 marzo - Richard Faulds, tiratore a segno britannico
- 16 marzo - Dino Fava Passaro, calciatore italiano
- 16 marzo - Adriana Fonseca, attrice messicana
- 16 marzo - Takashi Kashiwabara, attore e musicista giapponese
- 16 marzo - Manuela Levorato, ex velocista italiana
- 16 marzo - Kim Lukas, cantante britannica
- 16 marzo - Matteo Oleotto, regista italiano
- 16 marzo - Thomas Rupprath, nuotatore tedesco
- 16 marzo - Hiroki Yasumoto, doppiatore giapponese
- 17 marzo - Héctor Altamirano, allenatore di calcio e ex calciatore messicano
- 17 marzo - Juraj Bača, canoista slovacco
- 17 marzo - Tamar Braxton, cantautrice, attrice e ballerina statunitense
- 17 marzo - Ludivine Dedonder, politica belga
- 17 marzo - Michael Edwards, ex calciatore trinidadiano
- 17 marzo - Simon Hamilton, politico britannico
- 17 marzo - Alexia Portal, attrice francese
- 17 marzo - Xabier Zandio, ex ciclista su strada spagnolo
- 18 marzo - Arkadij Babčenko, giornalista e scrittore russo
- 18 marzo - Antonio Barijho, ex calciatore argentino
- 18 marzo - Zdeno Chára, hockeista su ghiaccio slovacco
- 18 marzo - Robert Garrett, ex cestista tedesco
- 18 marzo - Øyvind Gjerde, ex calciatore norvegese
- 18 marzo - Danny Murphy, ex calciatore inglese
- 18 marzo - Aysun Özbek, ex pallavolista turca
- 18 marzo - Fernando Rodney, giocatore di baseball dominicano
- 18 marzo - Willy Sagnol, allenatore di calcio e ex calciatore francese
- 18 marzo - Goran Tomić, allenatore di calcio e ex calciatore croato
- 19 marzo - Fayez Banihammad, terrorista emiratino († 2001)
- 19 marzo - José Duno, ex calciatore venezuelano
- 19 marzo - Jameel Heywood, ex cestista americo-verginiano
- 19 marzo - Robert Lindstedt, ex tennista svedese
- 19 marzo - Ebon Moss-Bachrach, attore statunitense
- 19 marzo - Yoshinori Okada, attore giapponese
- 19 marzo - David Ross, ex giocatore di baseball statunitense
- 19 marzo - Paola Sanna, ultramaratoneta italiana
- 19 marzo - Josep-Lluís Serrano Pentinat, vescovo cattolico spagnolo
- 19 marzo - Jorma Taccone, attore, sceneggiatore e regista statunitense
- 19 marzo - Veselin Velikov, allenatore di calcio e ex calciatore bulgaro
- 19 marzo - Scott Wilson, ex calciatore scozzese
- 20 marzo - Tor Hogne Aarøy, ex calciatore norvegese
- 20 marzo - Martin Derganc, ex ciclista su strada e dirigente sportivo sloveno
- 20 marzo - Daouda Diakité, ex calciatore maliano
- 20 marzo - Vadzim Dzevjatoŭski, ex martellista bielorusso
- 20 marzo - Homicide, wrestler statunitense
- 20 marzo - Hipólito Fernández Serrano, ex calciatore spagnolo
- 20 marzo - Frédéric Finot, ex ciclista su strada francese
- 20 marzo - Gayatri Joshi, attrice e modella indiana
- 20 marzo - Yebol Koshanov, ex giocatore di calcio a 5 kazako
- 20 marzo - Carlo Luisi, ex calciatore italiano
- 20 marzo - Voltio, rapper portoricano
- 20 marzo - Zhang Yunsong, ex cestista cinese
- 20 marzo - Rolf von Weissenfluh, ex sciatore alpino svizzero
- 21 marzo - Sailesh Sami, ex calciatore figiano
- 21 marzo - Bruno Cirillo, procuratore sportivo e ex calciatore italiano
- 21 marzo - Jamie Delgado, allenatore di tennis e ex tennista britannico
- 21 marzo - Mohammad Reza Golzar, modello, cantante e chitarrista iraniano
- 21 marzo - Ilse Heylen, ex judoka belga
- 21 marzo - Patrizia Marrocco, politica e produttrice televisiva italiana
- 21 marzo - Raul Peña, attore e cantante spagnolo
- 21 marzo - Jerry Rinoldo, pallavolista italiano
- 21 marzo - Silvio Schaufelberger, bobbista svizzero
- 21 marzo - Chris Sparling, sceneggiatore, regista e produttore cinematografico statunitense
- 21 marzo - Sam Troughton, attore britannico
- 22 marzo - Owusu Benson, ex calciatore ghanese
- 22 marzo - Daniela Galeotti, altista italiana
- 22 marzo - Ambrosi Hoffmann, ex sciatore alpino svizzero
- 22 marzo - Joel Kwiatkowski, ex hockeista su ghiaccio canadese
- 22 marzo - Vadym Malachatko, scacchista ucraino († 2023)
- 22 marzo - Joey Porter, ex giocatore di football americano statunitense
- 22 marzo - Tom Poti, ex hockeista su ghiaccio statunitense
- 22 marzo - Tadanari Sano, ex giocatore di football americano giapponese
- 22 marzo - Barry Veneman, pilota motociclistico olandese
- 23 marzo - Julien Allemand, pilota motociclistico francese
- 23 marzo - Wayne Carpendale, attore e personaggio televisivo tedesco
- 23 marzo - Vincenzo Di Bella, pilota di rally italiano
- 23 marzo - Daniel Espinosa, regista, sceneggiatore e produttore cinematografico svedese
- 23 marzo - Norman Gobbi, politico svizzero
- 23 marzo - Maksim Marinin, ex pattinatore artistico su ghiaccio russo
- 23 marzo - Brad Meester, ex giocatore di football americano statunitense
- 23 marzo - Sammy Morris, ex giocatore di football americano e allenatore di football americano inglese
- 23 marzo - Joanna Page, attrice gallese
- 23 marzo - Giuseppe Patriarca, ex pallavolista e allenatore di pallavolo italiano
- 24 marzo - Michele Bertocchi, conduttore televisivo e autore televisivo italiano
- 24 marzo - Cristian Bresciani, ex giocatore di calcio a 5 argentino
- 24 marzo - Olivia Burnette, attrice statunitense
- 24 marzo - Ditmir Bushati, politico albanese
- 24 marzo - Jessica Chastain, attrice e produttrice cinematografica statunitense
- 24 marzo - Jason Dufner, golfista statunitense
- 24 marzo - Natalie Hemby, paroliera e cantautrice statunitense
- 24 marzo - Leslie Kritzer, attrice e cantante statunitense
- 24 marzo - Ferran Laviña, ex cestista spagnolo
- 24 marzo - Matthew Lopez, drammaturgo, sceneggiatore e regista statunitense
- 24 marzo - Hiroaki Miura, doppiatore giapponese
- 24 marzo - Vsevolod Romanenko, ex calciatore ucraino
- 24 marzo - Darko Spalević, ex calciatore kosovaro
- 25 marzo - Ali Bouziane, allenatore di pallacanestro e ex cestista algerino
- 25 marzo - Natalie Clein, violoncellista britannica
- 25 marzo - Miriam Dubini, scrittrice, drammaturga e attrice teatrale italiana († 2018)
- 25 marzo - Angelo Martino Giancola, ex arbitro di calcio italiano
- 25 marzo - Ingemar Gruber, ex hockeista su ghiaccio e hockeista in-line italiano
- 25 marzo - Tommy Herzog, ex bobbista svizzero
- 25 marzo - Timo Hübsch, attore tedesco
- 25 marzo - Andrea Iommi, pilota motociclistico italiano
- 25 marzo - Benjamin Kanes, attore statunitense
- 25 marzo - Antonia Liskova, attrice e ex modella slovacca
- 25 marzo - Luca Minisini, fantino italiano
- 25 marzo - Adrianna Nicole, ex attrice pornografica statunitense
- 25 marzo - Jan Tore Ophaug, allenatore di calcio e ex calciatore norvegese
- 25 marzo - Darko Perić, attore serbo
- 25 marzo - Édgar Ramírez, attore venezuelano
- 25 marzo - Andri Sigþórsson, ex calciatore islandese
- 25 marzo - Irina Stankina, ex marciatrice russa
- 25 marzo - Dmitrij Vladimirovič Vasil'ev, ex calciatore russo
- 25 marzo - Darius Vâlcov, politico e economista rumeno
- 25 marzo - Josh West, canottiere britannico
- 25 marzo - Chiara Zocchi, scrittrice italiana
- 26 marzo - Fernando Bryant, ex giocatore di football americano statunitense
- 26 marzo - Jesús Capitán, allenatore di calcio e ex calciatore spagnolo
- 26 marzo - Kevin Davies, ex calciatore inglese
- 26 marzo - Morgan De Sanctis, dirigente sportivo e ex calciatore italiano
- 26 marzo - Pier Gonella, chitarrista, compositore e produttore discografico italiano
- 26 marzo - Sylvain Grenier, ex wrestler canadese
- 26 marzo - Bianca Kajlich, attrice statunitense
- 26 marzo - Seth Lakeman, musicista, cantante e compositore britannico
- 26 marzo - Iván Ruiz, pallavolista cubano
- 26 marzo - Paulin Tokala Kombe, ex calciatore della Repubblica Democratica del Congo
- 26 marzo - Giorgio Viscione, pilota motonautico italiano
- 27 marzo - Buffy-Lynne Alexander-Williams, canottiera canadese
- 27 marzo - Víctor Ávila, ex cestista messicano
- 27 marzo - Elías Ayuso, allenatore di pallacanestro e ex cestista statunitense
- 27 marzo - Valentino China, ex ciclista su strada italiano
- 27 marzo - Matteo Foschi, ex rugbista a 15 e allenatore di rugby a 15 italiano
- 27 marzo - Noname Jane, ex attrice pornografica statunitense
- 27 marzo - Tommie van der Leegte, ex calciatore olandese
- 27 marzo - Vítor Meira, pilota automobilistico brasiliano
- 27 marzo - Ioannis Melissanidis, ex ginnasta greco
- 27 marzo - Juraj Minčík, ex canoista slovacco
- 27 marzo - Svetlana Šiškina-Malachova, ex fondista kazaka
- 27 marzo - Tatú, ex giocatore di calcio a 5 brasiliano
- 27 marzo - Nils Winter, ex lunghista tedesco
- 28 marzo - Allen Cunningham, giocatore di poker statunitense
- 28 marzo - Devon, ex attrice pornografica statunitense
- 28 marzo - Peter Ijeh, allenatore di calcio e ex calciatore nigeriano
- 28 marzo - Radu Jude, regista e sceneggiatore rumeno
- 28 marzo - Erik Rasmussen, ex hockeista su ghiaccio statunitense
- 28 marzo - Anna Rybicka, schermitrice polacca
- 28 marzo - Luca Simoni, ex velocista italiano
- 28 marzo - Antonio Vadillo, allenatore di calcio a 5 e ex giocatore di calcio a 5 spagnolo
- 28 marzo - Lauren Weisberger, scrittrice e giornalista statunitense
- 28 marzo - Annie Wersching, attrice statunitense († 2023)
- 29 marzo - Daniele Bettini, ex pallanuotista e allenatore di pallanuoto italiano
- 29 marzo - Kristina Brandi, ex tennista portoricana
- 29 marzo - Bevan Docherty, triatleta neozelandese
- 29 marzo - Jens Langeneke, ex calciatore tedesco
- 29 marzo - Tamara Pintus, ex calciatrice italiana
- 29 marzo - Djabir Saïd-Guerni, ex mezzofondista algerino
- 29 marzo - Anja Schache, schermitrice tedesca
- 29 marzo - Dimitrius Underwood, ex giocatore di football americano statunitense
- 30 marzo - Francesca Albanese, giurista italiana
- 30 marzo - Øyvind Bolthof, ex calciatore norvegese
- 30 marzo - Patrick Brammall, attore e sceneggiatore australiano
- 30 marzo - Abhishek Chaubey, regista, sceneggiatore e produttore cinematografico indiano
- 30 marzo - Jimmy Chérizier, criminale haitiano
- 30 marzo - Thomas Fig, ex calciatore danese
- 30 marzo - Marc Gicquel, allenatore di tennis e ex tennista francese
- 30 marzo - Simon Haworth, allenatore di calcio e ex calciatore gallese
- 30 marzo - Michael Jolley, allenatore di calcio inglese
- 30 marzo - Antonio Langella, ex calciatore italiano
- 30 marzo - Daniel Noriega, ex calciatore venezuelano
- 30 marzo - Aleksandar Stavrev, arbitro di calcio macedone
- 31 marzo - Cal Bowdler, ex cestista statunitense
- 31 marzo - Gianguido D'Alberto, politico italiano
- 31 marzo - Allison Danger, wrestler canadese
- 31 marzo - Ukari Figgs, ex cestista e allenatrice di pallacanestro statunitense
- 31 marzo - Zoltán Gyimesi, scacchista ungherese
- 31 marzo - Thomas Labourot, fumettista francese
- 31 marzo - Ulf Nyberg, bassista, cantante e attore svedese
- 31 marzo - Erica Tazel, attrice statunitense